# Rotorcraft Grasshopper
Rotorcraft Grasshopper byl britský lehký dvousedadlový vrtulník, který uskutečnil první let v roce 1962. Byl vyvíjen společností Rotorcraft Ltd. Byl předchůdcem stroje Cierva CR.LTH-1, jenž z něj převzal zejména rotorový systém.

## Vývoj a konstrukce
Společnost Rotorcraft Ltd byla založena s finančním krytím firmy Mitchell Engineering na začátku 60. let 20. století. Účelem byl vývoj malého dvoumístného vrtulníku, kterého se ujal konstruktér a polský emigrant Jacob Samuel Shapiro.
Vrtulník Rotorcraft Grasshopper s koaxiální koncepcí (dva hlavní rotory nad sebou) připomínal svým tvarem spíše sportovní automobil nebo malý člun. Ocasní plochy byly ve tvaru písmene V, podvozek byl tvořen 2 ližinami. Poháněn byl dvojicí pístových motorů Walter Mikron usazených v přední části trupu, každý z nich o výkonu 48 kW (65 hp). Motory poháněly pár dvoulistých koaxiálních rotorů upevněných na pylonu, který se nacházel těsně před čelním sklem kokpitu.
Prototyp s imatrikulací G-ARVN byl zalétán v březnu 1962, ale následujícího jara byl stažen z provozu kvůli zastavení financování projektu, způsobeném smrtí majitele Mitchell Engineering F. G. Mitchella. Projekt byl ukončen.